# Хари Селдън
Хари Селдън е измислен герой от поредицата книги на Айзък Азимов, „Фондация“. Селдън е математик и създател на представената в книгите наука психоистория.
С помощта на психоисторията, Селдън предвижда бъдещето разпадане на Галактическата империя и следващите тридесет хиляди години хаос.

## Измислена биография
Годините от живота на Селдън от книгите на Азимов са указани като 11988-12069. Хари Селдън е математик на далечната планета Хеликон, влизаща в Галактическата империя. Създател на науката психоистория, чиято цел е да предсказва бъдещето с помощта на историята, и с нейна помощ предсказва скорошният крах на империята. За да спаси цивилизацията разработва план, създавайки два острова за опазването на знанието – двете Фондации и събира учени за да напишат енциклопедия Галактика.

## Отражение в културата
На името на Хари Селдън е наречена статия във вестник “The Economic Times”, като в нея по полушеговит начин се изказва съжаление, че е измислен герой, защото в противен случай той би могъл да предскаже с точност финансовата криза. Също така, името му е в заглавието на монография за линейните ускорители от 2003 г. с автор Джордж Холин.. Историкът Рей Смок от университета Джордж Мейсън, в една от своите работи сравнява Селдън с американския политик Нют Гингрич, подробно анализирайки възможното сходство в дейностите и влиянието, което персонажа е оказал на Гингрич.
Във втората книга („На път към Фондацията“) се описват последните години от живота на Хари Селдън.